# Alegere
Alegerea reprezintă desemnarea prin vot direct sau prin votul electorilor a persoanelor destinate a ocupa o funcție politică.
Alegerea este un concept aristocratic, deoarece vizează desemnarea „celui mai bun” (aristo).
Deși democrația poate (chiar ar trebui) să funcționeze fără alegeri, doar prin tragere la sorți sau decizia unanimă sau majoritară a întregului popor, în general, alegerile sunt considerate a fi principiul de bază al acestei forme de guvernământ.
Acest mod de desemnare este folosit în numeroase organizații pentru a desemna persoanele responsabile: în consilii de administrație, localități, asociații, partide politice, cler, (conclavul reunit pentru desemnarea Papei, capitulul care desemnează abatul), etc.
Se recurge la alegeri și în cadrul întreprinderilor pentru desemnarea reprezentanților personalului (alegeri profesionale).
Exemple de alegeri sunt alegerile prezidențiale din România din 2004 (câștigate de Traian Băsescu), alegerile prezidențiale din Statele Unite ale Americii (SUA) din 2020 (câștigate de Joe Biden) sau alegerile europene desfășurate simultan în 25 de țări pentru alegerea reprezentanților cetățenilor europeni în Parlamentul European.